# Grupo de Toronto 305

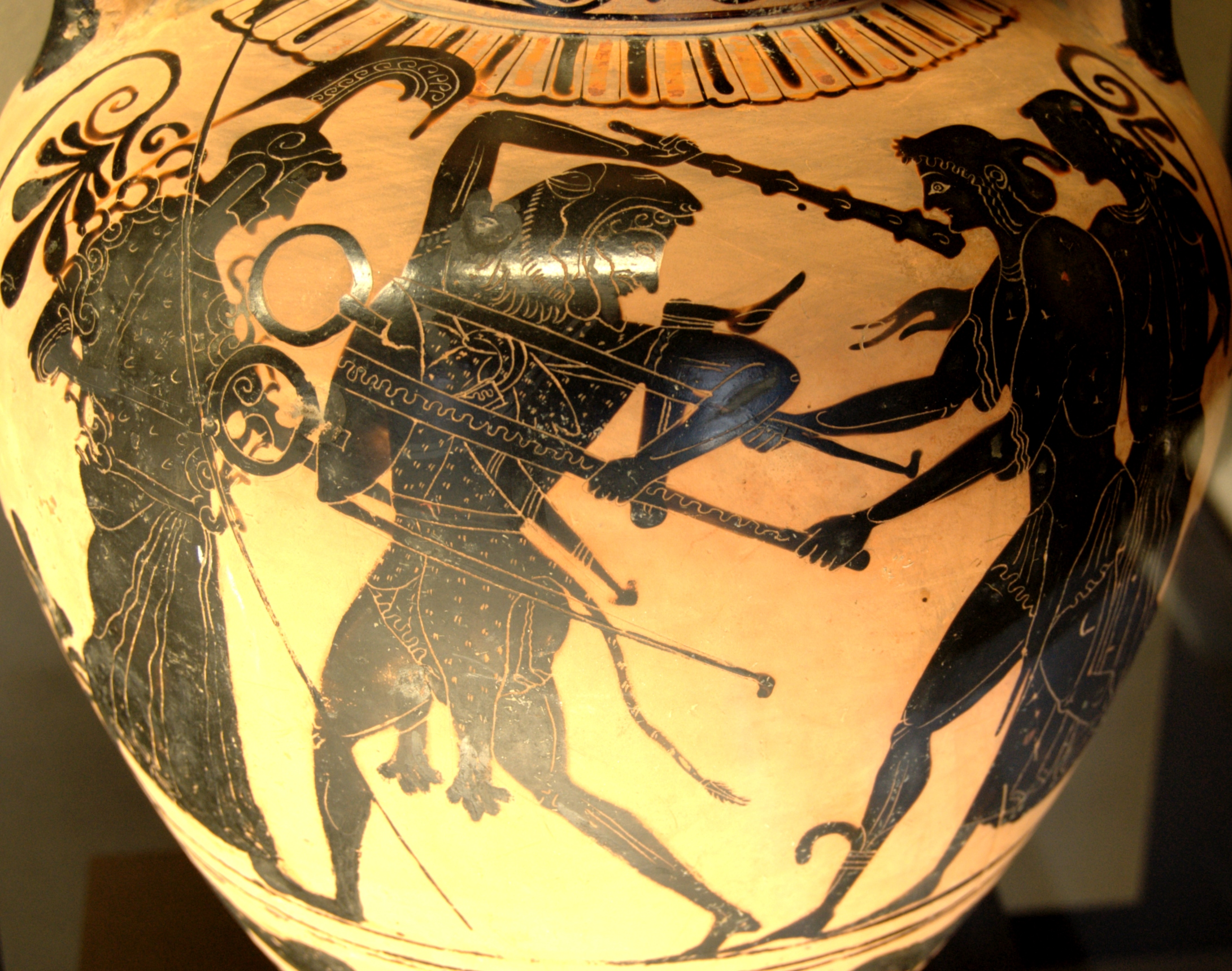
Heracles lucha con Apolo, Ánfora, París, Louvre F 231.

El Grupo de Toronto 305 es un grupo de pintores de vasos áticos de figuras negras con un nombre convenido. Sus obras están datadas en el último cuarto del siglo VI a. C. El grupo lleva el nombre de un vaso del Museo Real de Ontario en Toronto.
El Grupo de Toronto 305 pertenece al círculo de pintores de Antimenes. Decora formas de vasos similares a este, ánforas y estamnos. El grupo es incomparablemente menos productivo, pero alcanza una alta calidad similar en sus mejores trabajos. Ocasionalmente, los pintores del grupo muestran frisos adicionales de animales en sus ánforas de cuello, tomadas de los esquemas ornamentales de las hidrias y que recuerdan a sus predecesores.